# Alto da Boa Vista (Bayeux)
Alto da Boa Vista é um bairro da cidade de Bayeux, estado da Paraíba.
Segundo o IBGE, no ano de 2010 residiam no bairro 7.577 pessoas, sendo 3.652 homens e 3.925 mulheres.
O bairro localiza-se a menos de 3 quilômetros do centro da cidade, às margens da BR-230.